# 馬夫羅丁鄉
44°02′N 25°15′E / 44.033°N 25.250°E
馬夫羅丁鄉（羅馬尼亞語：Comuna Mavrodin, Teleorman），是羅馬尼亞的鄉份，位於該國南部，由特列奧爾曼縣負責管轄，處於布加勒斯特以南80公里，每年平均降雨量955毫米，海拔高度58米，2007年人口2,684。